# 恋人になりたい
『恋人になりたい』（こいびとになりたい）は1980年11月5日に発売されたAlfee9枚目のシングル。

## 概要
表題曲は再デビュー後から初めて、坂崎幸之助がリード・ヴォーカルを担当。桜井賢とのスイッチ・ヴォーカルとなっている。
前作に続き、オリジナルアルバムへは未収録。
1983年発売のベストアルバム『PAGE ONE -13 PIECES OF ALFEE』に収録されたバンドアレンジ・ヴァージョンは、その後のライブで定番曲の一つになった。
ジャケットにはタイトルの日本語表記と合わせて、歌詞に因み、「I WANNA BE YOUR LOVER」と英語表記もされている。

## 収録曲
1. 恋人になりたい
  - 作詞・作曲：高見沢俊彦、編曲：井上鑑&アルフィー
2. CHECK OUT
  - 作詞・作曲：高見沢俊彦、編曲：井上鑑&アルフィー

## 収録作品
- アルフィーが選ぶマイベスト20（#1）
- BEST HIT アルフィー全曲集（#1）
- ALFEE A面 コレクション (CTのみ)（#1）
- ALFEE B面 コレクション（#2）
- PAGE ONE -13 PIECES OF ALFEE（#1、新録）
- アルフィーA面コレクション スペシャル（#1）
- アルフィーB面コレクション スペシャル（#2）
- THE ALFEE SINGLE HISTORY VOL.I 1979-1982（#1,2）
- THE ALFEE 單曲全集一（#1）
- THE ALFEE EMOTIONAL LOVE SONGS（#1、『PAGE ONE』ヴァージョン）
- ALFEE GET REQUESTS（#1、新録）

## カタログ
- EP：7A 0019
- CD：S10A 0116（1988年6月21日発売）

## 関連企画
- 2006年春のコンサートツアーグッズでは、「恋人になりたい」と題されたお菓子が販売された。パッケージにはジャケット画像をモチーフにして、2006年当時の画像が使用された。